# Benešovská pahorkatina
Benešovská pahorkatina – mezoregion w obrębie Masywu Czeskiego, leżący w północno-zachodniej części Wyżyny Czeskomorawskiej, w północnej części Wyżyny Środkowoczeskiej.
Położona jest w centralnej części Czech, na południe od Pragi. Jej powierzchnia wynosi 2410 km². Jest to kraina górzysta i pagórkowata.
Leży w dorzeczu Łaby - jej dopływów Otavy, Wełtawy i Sazawy.
Graniczy na północnym zachodzie z regionem Brdská oblast, na północy z Równiną Praską (czes. Pražská plošina), na północnym wschodzie z Płytą Środkowołabską (czes. Středolabská tabule), na wschodzie, na krótkim odcinku z Hornosázavską pahorkatiną, na południowym wschodzie z Vlašimską pahorkatiną, na południu z Táborską pahorkatiną i Blatenską pahorkatiną.
Zbudowana głównie z granitów plutonu środkowoczeskiego.

## Podział
Benešovská pahorkatina:
- Dobříšská pahorkatina – najwyższe wzniesienie – Pecný - 546 m n.p.m.
- Březnická pahorkatina – najwyższe wzniesienie – Stráž - 638 m n.p.m.

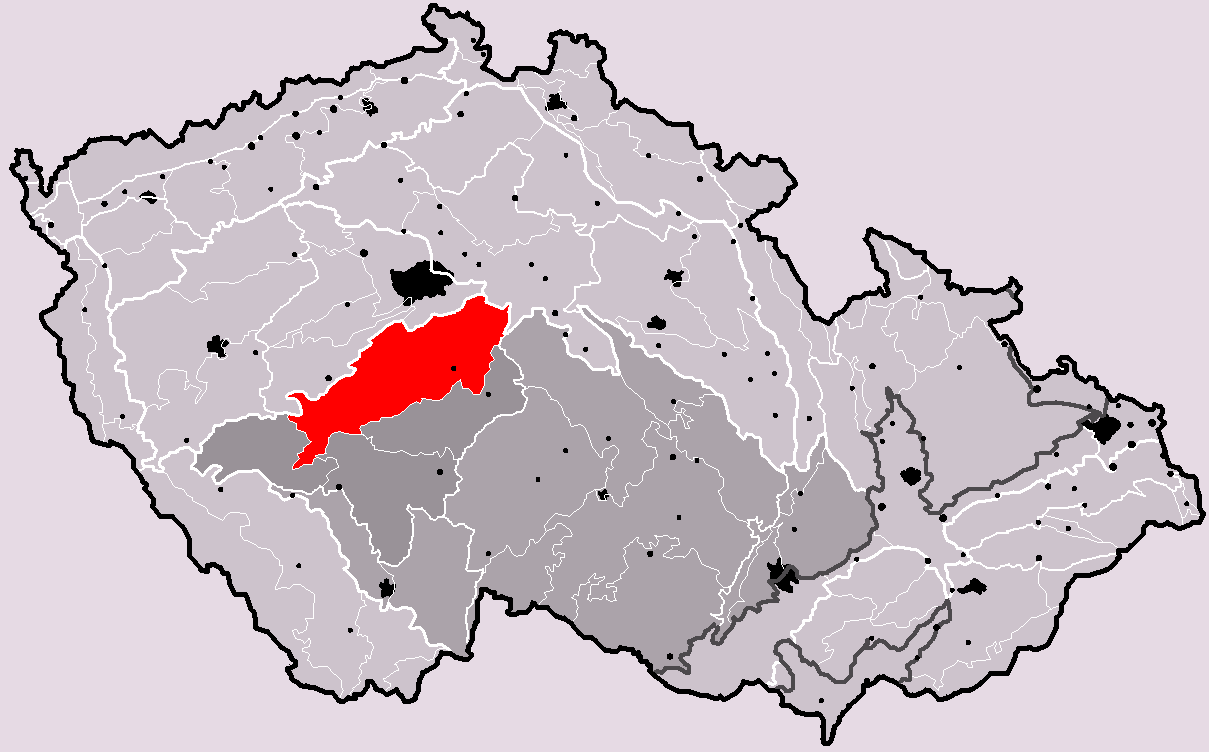
Położenie Benešovskiej pahorkatiny